# Maria Fryderyka z Hesji-Kassel
Marie Friederike Wilhelmine Christine (ur. 6 września 1804 w Kassel, zm. 1 stycznia 1888 w Meiningen) – elektorówna Hesji i poprzez małżeństwo księżna Saksonii-Meiningen i Hildburghausen (do 1826 Saksonii-Meiningen).
Była córką elektora Hesji Wilhelma II i jego pierwszej żony księżnej Augusty Pruskiej. 23 marca 1825 w Kassel poślubiła księcia Saksonii-Meiningen Bernarda II. Para miała dwoje dzieci:
- Jerzego II (1826–1914), kolejnego księcia Saksonii-Meiningen i Hildburghausen
- księżniczkę Augustę (1843–1919)